# Mega Man
Mega Man, conegut al Japó com a Rockman (ロックマン, Rokkuman), és una franquícia de videojocs creada per Capcom, que té com a protagonista a Mega Man o a les seves contraparts. És un dels personatges més reconeguts dels videojocs, creat per Akira Kitamura al 1987 per a la consola Nintendo Entertainment System.
Encara que originalment es van proposar els noms de Mighty Kid, Knuckle Kid, i Rainbow Battle Kid per la seva capacitat de canviar de color al moment d'absorbir els poders dels seus enemics, Capcom finalment es va decidir-se per Rockman (ロックマン, Rokkuman) com el sobrenom japonès de Mega Man. Fins a març de 2025 la franquícia ha venut 43.000.000 còpies.

## Cronologia

### Línia del temps principal
- Mega Man Original, primera subserie, ocorre l'any 20XX. Els enfrontaments són entre Mega Man, creat per Dr. Light i els robot màsters, que han estat alterats o construïts pel Dr. Wily. En el desè lliurament s'ha dispersat la roboenza, un virus que causa que certs robots es tornin agressius.
- Mega Man X, segona subserie, ocorre l'any 21XX (Va començar en 2114, segons l'arrencada del primer videojoc, amb l'accés del Dr. Cain). En aquesta subserie, els robots, anomenats Reploids, han estat dissenyats sota els esquemes de X, l'últim robot dissenyat pel Dr. Light. Els Reploids que es tornen violents, ja sigui per l'efecte del Virus Sigma/Zero o per decisió pròpia són anomenats Mavericks. La societat organitza a certs Reploids en un grup que dóna caça a aquests Mavericks, els Maverick Hunters, per a posar-li fi als seus atacs. Els Mavericks són liderats per Sigma, qui amb el pas del temps revela certs detalls de Zero i l'origen del Virus que transforma a Reploids en Mavericks.
- Mega Man Zero, tercera subserie, ocorre 103 anys després dels esdeveniments de Mega Man X. Pel fet que X original ja no està, Zero, reactivat per Ciel, ha de detenir el cruel ostigamiento de Copy X, qui lidera Neo Arcàdia en una brutal caça sobre supòsits rebels, mentre que des de les ombres, el Dr Weil porta amb si la guerra del passat per a finalment aconseguir el seu objectiu.
- Mega Man ZX/ZX Advent, quarta subserie, ocorre aproximadament 205 anys després dels esdeveniments de Zero. A causa de la mort de Zero, Ciel va crear 6 biometals, basats en X, Zero i els 4 Guardians, mentre que Albert crea el biometal A i a Ramat. A més, Ashe és descendent d'Albert. Aile i Vent s'enfronta als portadors del biometal W mentre que Ramat i Ashe s'enfronta a Albert.
- Mega Man Legends, cinquena subserie, ocorre en un futur incert molt després dels esdeveniments anteriors.

### Línia derivada
La línia derivada no està basada en la robòtica, sinó en la connexió amb internet i les ones. Només va haver-hi dos subseries:
- Mega Man Battle Network, ocorre l'any 200X. Lan Hikari és el protagonista en aquest lliurament que, en obtenir el primer PET, estava instal·lat amb el netnavi Mega Man. Tots dos s'enfronten a virus i netnavis enemics, la majoria creats pel doctor Wily, posteriorment a Regal i finalment als 2 Cybeasts. Aquesta línia derivada va comptar amb una sèrie de televisió de 209 episodis anomenada Mega Man NT Warrior (també dita Mega Man EXE, derivat del seu nom en japonès, RockMan EXE)
- Mega Man Star Force, ocorre l'any 22XX. Geo Stellar estava avorrit, fins que un àlien FM anomenat Omega-xis aterrés a la seva casa. Tots dos es fusionen en Mega Man (al Japó és Shooting Star Rockman), entrant al món EM i enfrontant a diversos virus. En el primer lliurament, s'enfronta al rei FM, en el segon lliurament intenta descobrir els secrets de Mu i en el tercer lliurament, ha d'evitar que l'asteroide fet de soroll s'estavelli a la Terra.